# كولن دينز
كولن دينز (بالإنجليزية: Colin Deans)‏ هو لاعب اتحاد الرغبي بريطاني، ولد في 3 مايو 1955 في هاويك ‏ في المملكة المتحدة.

## وصلات خارجية
- كولن دينز عل موقع إسبنسكروم (الإنجليزية)